# Los generales de la salsa
Los generales de la salsa o Presentando a Andy Montañez es el noveno álbum de la agrupación venezolana Dimensión Latina. Fue editado en 1977 por la disquera Top Hits en formato larga duración de vinilo a 33⅓ RPM. Fue el primer disco de la Dimensión Latina con el cantante puertorriqueño Andy Montañez, quien fue contratado después que Argenis Carruyo abandonara la banda tras grabar un solo disco, también se incorpora en la agrupación el extraordinario Sonero Rodrigo Mendoza el cual había popularizado algunos temas con la Orquesta Los Satélites de Che Che Mendoza. Se convirtieron en éxitos "El Eco Del tambo y Pan De Piquito ambos vocalizados por Andy Montañez" y "Suena El Cuero" Con Rodrigo Mendoza

## Canciones
Lado A
1. El eco del tambor (Tite Curet Alonso)
2. Suena el cuero (Juanito Blez)
3. Blancas azucenas (Pedro Flores)
4. Pan de piquito (Lino Frías)
5. Córreme guardia (Jossian "Cucho" Caro)

Lado B
1. Qué más puedo desear (José Rodríguez)
2. Quisqueya (Rafael Hernández)
3. Ritmos cubanos (Dimas Flores)
4. Malditos celos (Rafael Hernández)
5. Mujer impura (Cruz María Conopoi)

## Créditos (alfabético)
Músicos
- Andy Montañez: Voz
- Carlos Guerra: 1.er trombón
- César Monge: 2.º trombón, clave, coros
- Elio Pacheco: congas
- Gustavo Carmona: Bajo
- Jesús Narváez: Piano
- José Rodríguez: Timbal, timbalito, bongo
- José Rojas: 3.er trombón, coros
- Rodrigo Mendoza: Voz, maracas
- Wladimir Lozano: Voz, güiro y coros

Producción
- Arreglos y dirección musical: César Monge
- Arte: Luis A. Generani
- Fotografía: Oswaldo Silva
- Grabado en Estudio Intersonido C.A.

- Datos: Q5980900